# Месхія Іраклі Георгієвич
Іраклі Георгієвич Месхія (нар. 7 січня 1993, Галі, Грузія) — український футболіст грузинського походження, півзахисник польського клубу «Вісла» (Пулави).

## Життєпис

### Ранні роки
Іраклій Месхі народився 7 січня 1993 року грузинському місті Галі. Розпочав займатися футболом у п'ять років. Заради кар'єри футболіста, його батьки переїхали до Києва. Коли його сім'я переїхала, разом з батьком вони знімали квартиру, а потім жив у знайомої жінки ще три місяці, поки батько був у Грузії. Потім у його батьків з'явилося грузинське кафе.
З вересня по жовтень 2009 року виступав у дитячо-юнацькій футбольній лізі України за київську «Зміну-Оболонь».

### Клубна кар'єра

#### «Оболонь»
28 листопада 2009 року потрапив у заявку на гру молодіжного чемпіонату України в складі київської «Оболоні» проти донецького «Металурга» (1:1), але на поле він так і не вийшов. 11 грудня 2009 року дебютував у молодіжній першості в домашньому матчі проти київського «Арсеналу» (1:2), Месхія вийшов на 81-й хвилині замість Дмитра Карабаева. Всього в сезоні 2009/10 провів у молодіжній першості 5 матчів і отримав 1 жовту картку.
У січні 2010 року брав участь у складі дубля «Оболоні» на Меморіалі Макарова. У сезоні 2010/11 років провів у молодіжному чемпіонаті 16 матчів, в яких отримав 1 жовту картку. Взимку 2011 року головний тренер «Оболоні» Сергій Ковалець взяв Іраклія на збори до Туреччини, а влітку на збори в Крим. 
21 вересня 2011 року дебютував в основному складі «Оболоні» в матчі Кубка України 1/16 фіналу проти «Буковини» (2:1), Месхія вийшов на початку другого тайму замість Вадима Панаса. У січні 2012 року виступав на Меморіалі Макарова. Пізніше виконувач обов'язків головного тренера «Оболоні» Сергій Конюшенко взяв Іраклія на збори до Туреччини.
24 березня 2012 року дебютував у Прем'єр-лізі України у виїзному матчі проти донецького «Металурга» (2:1) , Месхія вийшов на 59 хвилині замість В'ячеслава Турчанова. В основному складі в чемпіонаті вперше вийшов у своїй наступній грі, 31 березня 2012 року проти львівських «Карпат» (2:0), Месхі розпочав гру в основі, але на 84 хвилині був замінений на Антона Шендрика. Після цієї гри «Оболонь» покинула зону вильоту, а «Карпати» посіли передостаннє 15-е місце. 6 квітня 2012 року в програному матчі проти київського «Арсеналу» (1:4), Месхія забив свій перший м'яч за «Оболонь», на 34 хвилині у ворота Сергія Погорілого.
За підсумками сезону 2011/12 років «Оболонь» зайняла передостаннє 15-е місце, поступившись лише «Олександрії», і вилетіла в Першу лігу України. Месхія зіграв у 7 іграх, в яких отримав 1 жовту картку. У молодіжній першості зіграв в 16 матчах, забив 1 гол і отримав 2 жовті картки.
У літнє трансферне вікно була інформація про інтерес до Месхії з боку донецького «Металурга» і маріупольського «Іллічівця». У Першій лізі за «Оболонь» зіграв у 5 матчах, отримав 1 жовту картку. Також він виступав за «Оболонь-2» у другій лізі чемпіонату України, зігравши в 10 матчах, де був одним з лідерів команди. 
Взимку 2013 року залишив «Оболонь», яка припинила існування і знялася зі змагань, через фінансові проблеми, а всі гравці отримали статус вільних агентів. Іраклі не виплатили зарплату за шість місяців, а виплатили лише преміальні, після цього він розірвав контракт.

#### «Металіст»
На початку 2013 року перейшов до харківського «Металіста». Хоча також міг перейти в київське Динамо, де йому пропонували п'ятирічний контракт, й ужгородську «Говерлу», з якою він підписав орендну угоду, але в його агента і клубу виникли складнощі з підписанням контракту.

#### Грузія та Польща
У вересні 2013 року на правах оренди перейшов до грузинського клубу «Зестафоні». Під час зимової перерви сезони 2013/14 років перейшов до четвертолігового польського клубу «Карконоше». 19 липня 2014 року підсилив склад ОКС Стомілу. 5 серпня 2016 року перейшов до першолігової «Хойнічанки», а 10 липня 2017 року став гравцем друголігової «Вісли» (Пулави).

### Кар'єра в збірній

#### U-19
Наприкінці квітня 2012 року був викликаний Олегом Кузнєцовим в юнацьку збірну України U-19. 25 квітня 2012 року в своєму дебютному матчі за збірну U-19 у товариській зустрічі проти Норвегії (1:1), забив м'яч на 72-й хвилині, вийшовши на поле на початку другого тайму замість Сергій Вакуленка.
26 травня 2012 року взяв участь в першому матчі кваліфікаційного елітного раунду за право виходу на чемпіонат Європи 2012 U-19 проти Ізраїлю (2:0), Месхія вийшов на 62-й хвилині замість Бориса Тащи. У наступному матчі 28 травня 2012 року проти Ірландії (0:3), Месхія вийшов на 60-ій хвилині замість Бориса Тащі. У вирішальному матчі 31 травня 2012 року проти Португалії (3:0), Месхія всю гру просидів на лаві запасних, а в кінцівці зустрічі арбітр Адрієн Жаккотте видалив його за суперечки з суддею. У підсумку Україна посіла 2-е місце, набравши 6 очок і не потрапилп на чемпіонат Європи, вона поступилася Португалії, але обігнала Ірландію й Ізраїль.
Всього за юнацьку збірну України зіграв у 3 матчах і забив 1 м'яч.

#### U-21
На початку січня 2013 року вперше був викликаний до складу молодіжної збірної України, головним тренером Сергієм Ковальцем на Кубку Співдружності в Санкт-Петербурзі. У своїй групі Україна зайняла 1-е місце, набравши 9 очок і обігнала Литву, Молдову й Туркменістан. Месхія зіграв у 2 матчах на груповому етапі. У 1/4 фіналу Україна розгромила Молдову з рахунком (5:0), Іраклі Месхія відзначився голом на 64-й хвилині. У півфінальному матчі Україна обіграла Литву (1:2) і вийшла у фінал. У фінальній грі Україна поступилася господарям турніру, Росії з рахунком (4:2), Месхія вийшов на 54-й хвилині замість Бориса Тащи, на 64-й хвилині віддав гольовий пас на Віталія Іванка, а на 75-й хвилині через травму був замінений на Олександра Філіппова.

## Стиль гри
Месхія виступає на позиції півзахисника. Його позитивними сторонами гри є здатність віддавати тонкі передачі й обігравати суперників за допомогою дриблінгу.